# جشنواره فیلم کن ۲۰۲۵
هفتاد و هشتمین جشنواره فیلم کن از ۱۳ تا ۲۴ مه ۲۰۲۵ برگزار شد. ژولیت بینوش، بازیگر فرانسوی به عنوان رئیس هیئت داوران مسابقهٔ اصلی انتخاب شد. نخل طلا به فیلم یک تصادف ساده به کارگردانی جعفر پناهی اهدا شد.
پوستر رسمی جشنواره با حضور آنوک امه و ژان-لویی ترنتینیان، بازیگران فیلم یک مرد و یک زن (۱۹۶۶) ساختهٔ کلود للوش، برندهٔ نخل طلای نوزدهمین جشنواره کن، توسط هارتلند ویلا طراحی شده است. لوران لافیت، بازیگر فرانسوی، میزبان مراسم افتتاحیه و اختتامیهٔ جشنواره است. نخل طلای افتخاری در مراسم افتتاحیه، به رابرت دنیرو اهدا شد. یک نخل طلای افتخاری نیز به دنزل واشینگتن که برای اکران فیلم بهشت و دوزخ در جشنواره حضور داشت اهدا شد.
یک روز پس از اعلام انتخاب رسمی بخش اسید (ACID)، عکاس خبری فلسطینی فاطمه حسونا، یکی از سوژه‌های اصلی فیلم مستند روحت را در دستت بگیر و قدم بزن ساختهٔ سپیده فارسی، در ۱۶ آوریل ۲۰۲۵ به همراه ده نفر از اعضای خانواده‌اش در حملهٔ هوایی اسرائیل به خانه‌شان در شهر غزه کشته شد. این جشنواره با انتشار بیانیه‌ای رسمی، ضمن ابراز تسلیت و انتقاد از خشونت در غزه، از ادامهٔ خشونت در غزه انتقاد کرد.
در این دورهٔ جشنواره، دو فیلم ساخته‌شده در داخل ایران در بخش مسابقهٔ اصلی حضور پیدا می‌کنند. یک تصادف ساده از جعفر پناهی و زن و بچه از سعید روستایی دو فیلم ایرانی تولیدشده در ایران هستند که به بخش مسابقه اصلی راه یافته‌اند.

## هیئت داوران

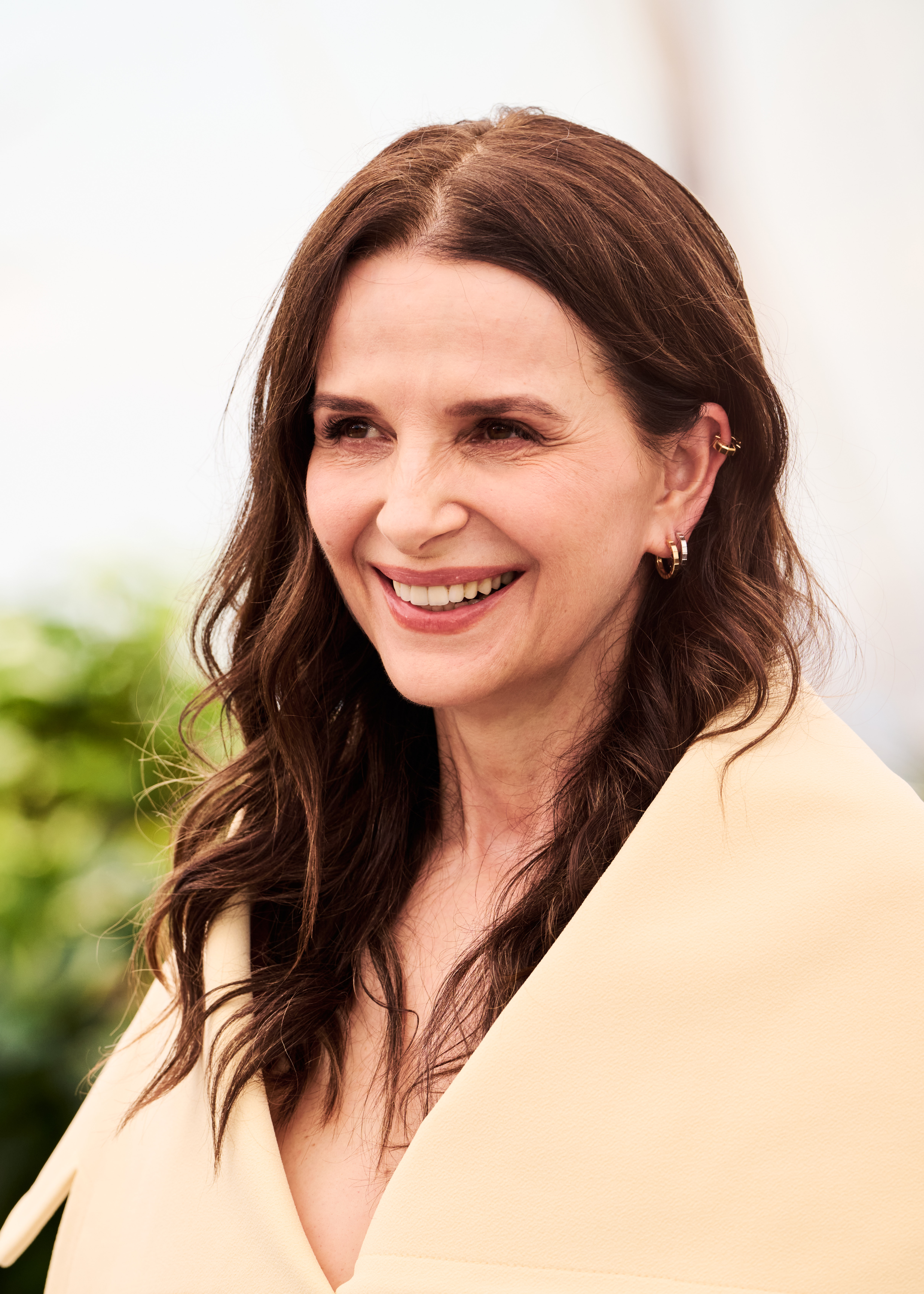
ژولیت بینوش, رئیس هیئت داوران مسابقه اصلی

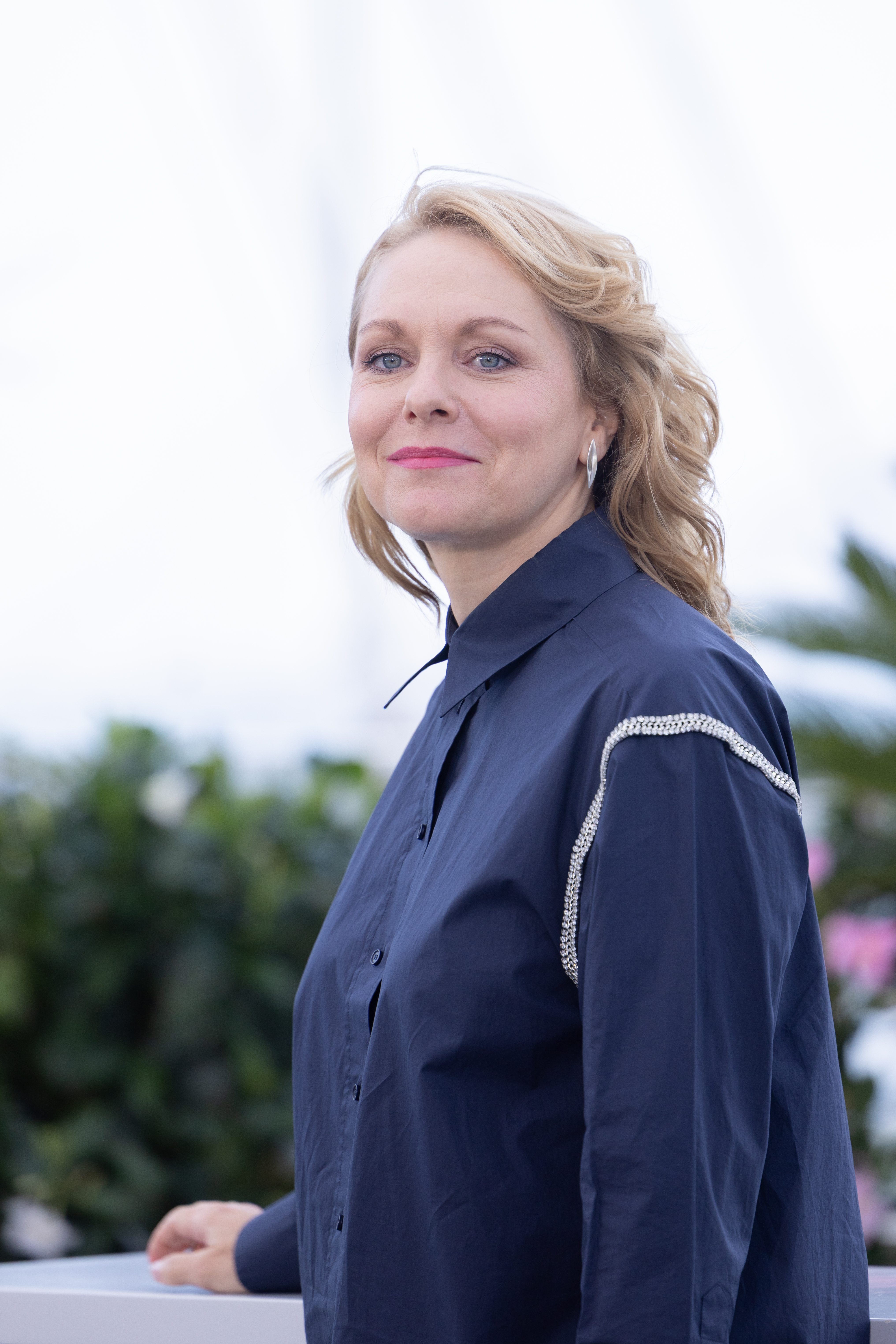
مارن آده, رئیس هیئت داوران سینه‌فونداسیون و مسابقه فیلم‌های کوتاه

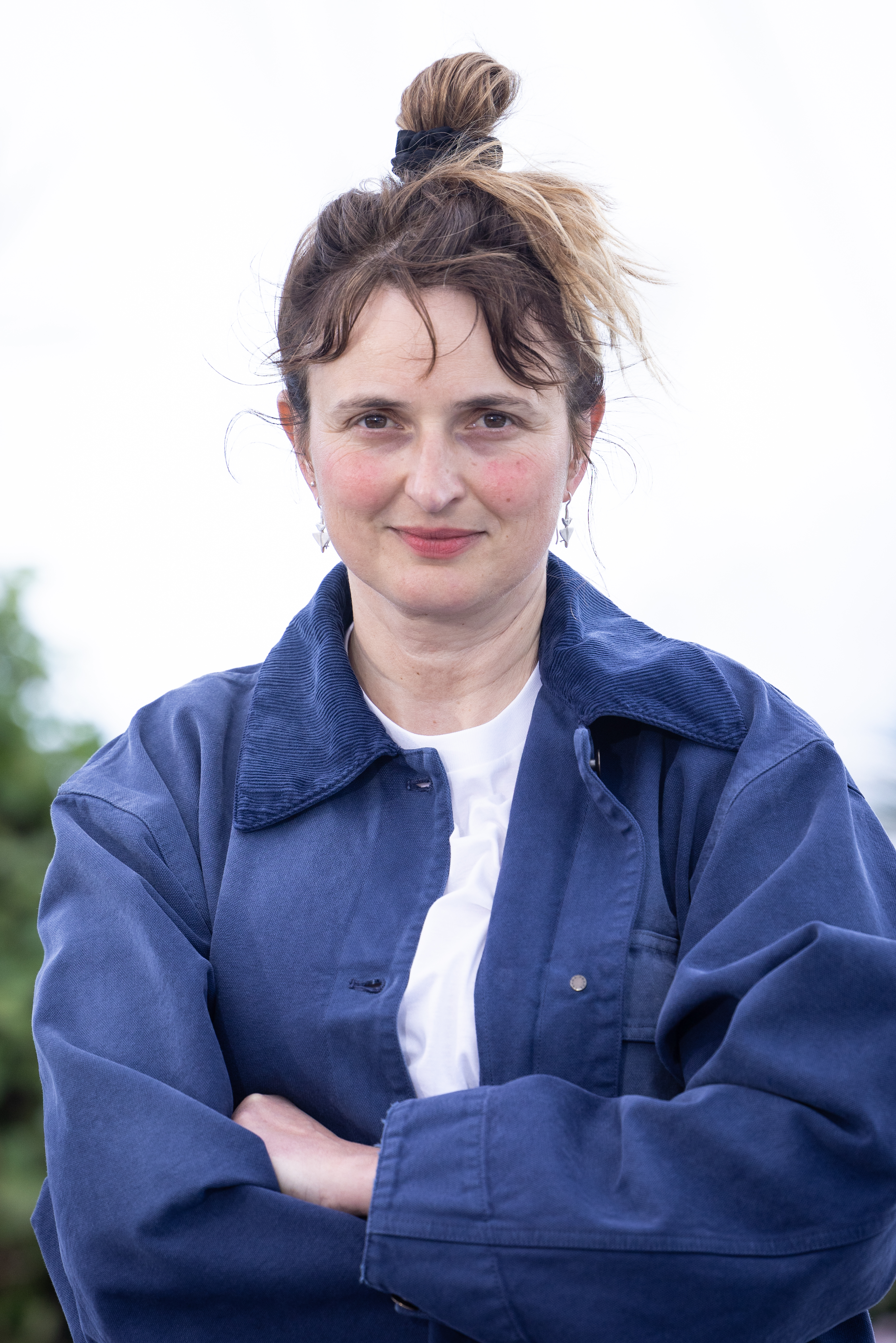
آلیچه رورواکر, رئیس هیئت داوران دوربین طلایی

### رقابت اصلی
- ژولیت بینوش، بازیگر فرانسوی؛ رئیس هیئت داوران[۱۱]
- هالی بری، بازیگر و فیلمساز آمریکایی
- دیودو حمدی، فیلمساز و تهیه‌کننده کنگویی
- پایال کاپادیا، فیلمساز هندی
- کارلوس ریگاداس، فیلمساز مکزیکی
- آلبا رورواچر، بازیگر ایتالیایی
- هونگ سانگ-سو، فیلمساز کره جنوبی
- لیلا سلیمانی، نویسنده مراکشی
- جرمی استرانگ، بازیگر آمریکایی

### نوعی نگاه
- مولی منینگ واکر، فیلمساز و فیلمبردار بریتانیایی؛ رئیس هیئت داوران[۱۲]
- نائول پرز بیسکایارت، بازیگر آرژانتینی
- لوئیز کوروویزیه، فیلمساز فرانسوی-سوئیسی
- وانیا کالودرچیچ، برنامه‌ریز فیلم اهل کرواسی و مدیر جشنواره بین‌المللی فیلم روتردام
- روبرتو مینروینی، فیلمساز، تهیه‌کننده و فیلمنامه‌نویس ایتالیایی

### بخش «سینه‌فونداسیون» و مسابقه فیلم‌های کوتاه
- مارن آده، فیلمساز و تهیه‌کننده آلمانی؛ رئیس هیئت داوران[۱۳]
- خوزه ماریا پرادو گارسیا، تهیه‌کننده اسپانیایی
- رینالدو مارکوس گرین، فیلمساز و تهیه‌کننده آمریکایی
- کاملیا جوردانا، بازیگر، خواننده و ترانه‌سرای فرانسوی
- نبوشا اسلیپچویچ، فیلمساز کرواتی

### دوربین طلایی
- آلیچه رورواکر، فیلمساز ایتالیایی؛ رئیس هیئت داوران[۱۴]
- رشید حامی، فیلمساز و بازیگر الجزایری-فرانسوی
- فردریک مرسیه، منتقد فیلم فرانسوی
- جرالدین نقاش، فیلمساز و بازیگر فرانسوی
- توماسو ورگالو، مدیرعامل نوآر لویمره

### مسابقه همه‌جانبه
- لوک ژاکه، فیلمساز فرانسوی؛ رئیس هیئت داوران[۱۵]
- لوری اندرسون، هنرمند آمریکایی
- تانیا دو مونتنی، نویسنده فرانسوی
- مارتا فاینز، فیلمساز بریتانیایی
- تتسویا میزوگوچی، خالق بازی‌های ویدیویی ژاپنی

### چشم طلایی
- ژولی گایه، بازیگر و تهیه‌کننده فرانسوی؛ رئیس هیئت داوران[۱۶]
- کارمن کاستیلو، فیلمساز شیلیایی
- فردریک مایر، کارگردان سوئیسی
- ژولیت فاورول رنو، تهیه‌کننده فرانسوی
- مارک زینگا، بازیگر کنگوئی-بلژیکی

### هفته منتقدان
- رودریگو سوروگوین، فیلمساز اسپانیایی؛ رئیس هیئت داوران[۱۷]
- یولیا اوینا بارا، تهیه‌کننده اندونزیایی
- جیهان بوگرین، روزنامه‌نگار مراکشی
- ژوزه دشه، فیلمبردار فرانسوی-کانادایی
- دنیل کالویا، بازیگر و فیلمساز بریتانیایی

### نخل کوئیر
- کریستوف اونوره، فیلمساز فرانسوی؛ رئیس هیئت داوران[۱۸]
- مارسلو کائتانو، فیلمساز برزیلی[۱۹]
- فریده گباداموسی، برنامه‌نویس فیلم آمریکایی
- لئونی پرنه، آهنگساز و خواننده فرانسوی
- تیمه زوپه، روزنامه‌نگار فرانسوی

## انتخاب رسمی

### رقابت اصلی
فیلم‌های زیر جهت رقابت برای نخل طلا انتخاب شدند.
| نام فارسی          | نام اصلی               | کارگردان            | کشور سازنده                                  |
| ------------------ | ---------------------- | ------------------- | -------------------------------------------- |
| زن و بچه           | زن و بچه               | سعید روستایی        | ایران                                        |
| یک تصادف ساده      | یک تصادف ساده          | جعفر پناهی          | ایران، فرانسه                                |
| آلفا (QP)          | Alpha                  | ژولیا دوکورنو       | فرانسه، بلژیک                                |
| پرونده ۱۳۷         | Dossier 137            | دومینیک مول         | فرانسه                                       |
| عقاب‌های قلعه       | Eagles of the Republic | طارق صالح           | سوئد، فرانسه، دانمارک، فنلاند                |
| ادینگتون           | Eddington              | آری استر            | ایالات متحده                                 |
| بیرون              | Fuori                  | ماریو مارتونه       | ایتالیا، فرانسه                              |
| تاریخچه صدا (QP)   | The History of Sound   | الیور هرمانوس       | بریتانیا، ایلات متحده                        |
| مغز متفکر          | The Mastermind         | کلی رایکارد         | بریتانیا، ایلات متحده                        |
| موج نو             | Nouvelle Vague         | ریچارد لینکلیتر     | فرانسه                                       |
| طرح فنیقی          | The Phoenician Scheme  | وس اندرسن           | ایلات متحده، آلمان                           |
| رنوار              | ルノワール             | چی هایاکاوا         | ژاپن، فرانسه، سنگاپور، فیلیپین، اندونزی      |
| رومریا             | Romería                | کارلا سیمون         | اسپانیا، آلمان                               |
| مأمور مخفی         | O Agente Secreto       | کلبر مندونسا فیلیو  | برزیل، فرانسه                                |
| ارزش عاطفی         | Sentimental Value      | یواکیم تری‌یر        | نروژ، فرانسه، آلمان، دانمارک، سوئد، بریتانیا |
| صراط               | Sirat                  | اولیور لاشه         | اسپانیا، فرانسه                              |
| دو دادستان         | Two Prosecutors        | سرگئی لوزنیتسا      | لتونی، فرانسه، آلمان، رومانی، لیتوانی، هالند |
| نگاه‌کردن به خورشید | In die Sonne schauen   | ماشا اسکیلینسکی     | آلمان                                        |
| خواهر کوچک (QP)    | La petite dernière     | حفصیه حرزی          | فرانسه، آلمان                                |
| بمیر، عشق من       | Die, My Love           | لین رمزی            | ایالات متحده                                 |
| مادران جوان        | Jeunes mères           | ژان-پیر و لوک داردن | بلژیک                                        |

(QP) به فیلمی اشاره دارد که برای نخل کوئیر رقابت می‌کند.

### نوعی نگاه
فیلم‌های زیر برای رقابت در بخش نوعی نگاه انتخاب شدند:
| نام فارسی                          | نام اصلی                          | کارگردان                        | کشور سازنده                    |
| ---------------------------------- | --------------------------------- | ------------------------------- | ------------------------------ |
| عایشه نمی‌تواند پرواز کند (CdO)     | عایشه لم تعد قادرة علی الطیران    | مراد مصطفی                      | مصر، قطر، تونس                 |
| کاروان (CdO)                       | Karavan                           | زوزانا کیرشنرووا                | جمهوری چک، اسلواکی، ایتالیا    |
| وقایع‌نگاری آب (CdO)                | The Chronology of Water           | کریستن استوارت                  | فرانسه، بریتانیا، ایالات متحده |
| الینور کبیر (CdO)                  | Eleanor the Great                 | اسکارلت جوهانسون                | ایالات متحده                   |
| طاق بزرگ                           | L’inconnu de la Grande Arche      | استفان دموستیه                  | فرانسه                         |
| سر یا دم؟                          | ?Testa o croce                    | ماتئو زوپیس و آلسیو ریگو د ریگی | ایتالیا، ایالات متحده          |
| به خانه برگشته                     | Homebound                         | نیراج گایوان                    | هند                            |
| من فقط در طوفان استراحت می‌کنم (QP) | O Riso e a Faca                   | پدرو پینیو                      | پرتغال                         |
| آخرین نفر برای جاده                | Le città di pianura               | فرانچسکو سوسای                  | ایتالیا                        |
| مرا به نرمی دوست بدار (QP)         | Love Me Tender                    | آنا کازناو کامبت                | فرانسه                         |
| شهاب سنگ‌ها (QP)                    | Le città di pianura               | هوبرت شاروئل                    | فرانسه                         |
| سایه پدرم (CdO) (QP)               | My Father's Shadow                | آکینولا دیویس جونیور            | بریتانیا، ایرلند، نیجریه       |
| نگاه اسرارآمیز فلامینگو (CdO) (QP) | La misteriosa mirada del flamenco | دیگو سسپیدس                     | شیلی                           |
| روزی روزگاری در غزه                | Once Upon a Time in Gaza          | تارزان و عرب ناصر               | فلسطین، فرانسه، پرتغال         |
| منظره ای رنگ پریده از تپه‌ها        | 遠い山なみの光                    | کی ایشیکاوا                     | ژاپن، بریتانیا، لهستان         |
| ترک (CdO) (QP)                     | Pillion                           | هری لایتون                      | بریتانیا، ایرلند               |
| طاعون (CdO) (QP)                   | The Plague                        | چارلی پولینگر                   | استرالیا، ایالات متحده         |
| آسمان موعود                        | Promis le ciel                    | اریجه سحری                      | تونس، فرانسه، هلند، قطر        |
| یک شاعر                            | Un Poeta                          | سیمون مسا سوتو                  | کلمبیا، آلمان، سوئد            |
| خارپشت (CdO) (QP)                  | Urchin                            | هریس دیکینسون                   | بریتانیا                       |

(CdO) به فیلمی اشاره دارد که به عنوان اولین فیلم بلند کارگردان، واجد شرایط دریافت جایزه «دوربین طلایی» است.
(QP) به فیلمی اشاره دارد که برای نخل کوئیر رقابت می‌کند.

### خارج از مسابقه
فیلم‌های زیر برای نمایش در خارج از مسابقه انتخاب شدند:
| نام فارسی                        | نام اصلی                                  | کارگردان           | کشور سازنده            |
| -------------------------------- | ----------------------------------------- | ------------------ | ---------------------- |
| بای بای (فیلم افتتاحیه) (CdO)    | Partir un jour                            | آملی بونین         | فرانسه                 |
| آمدن آینده                       | La venue de l'avenir                      | سدریک کلاپیش       | فرانسه                 |
| بهشت و دوزخ                      | Highest 2 Lowest                          | اسپایک لی          | ایالات متحده، ژاپن     |
| مأموریت: غیرممکن – روزشمار نهایی | Mission: Impossible – The Final Reckoning | کریستوفر مک‌کوری    | ایالات متحده           |
| ثروتمندترین زن جهان              | La femme la plus riche du monde           | تیری کلیفا         | فرانسه، بلژیک          |
| زندگی خصوصی                      | Vie privée                                | ربکا زلوتوفسکی     | فرانسه                 |
| نمایش نیمه شب                    |                                           |                    |                        |
| دالووی                           | Dalloway                                  | یان گوزلان         | فرانسه، بلژیک          |
| خروجی ۸                          | ۸番出口                                   | جنکی کاوامورا      | ژاپن                   |
| هانی انجام نده!                  | Honey Don't!                              | ایتان کوئن         | ایالات متحده، بریتانیا |
| هیچ‌کس نخواهد فهمید               | Le Roi Soleil                             | وینسنت مال کاردونا | فرانسه                 |
| پسران شب نئون                    | 風林火山                                  | جونو مک            | هنگ کنگ، چین           |

(CdO) نشان می‌دهد که فیلم واجد شرایط دریافت جایزه دوربین طلایی به عنوان اولین تجربه کارگردانی است.

## بخش‌های موازی

### هفته منتقدان
هفته منتقدان مجموعه‌ای موازی است که به فیلم‌های اول و دوم اختصاص دارد. فیلم‌های زیر برای نمایش در بخش مسابقه انتخاب شدند:
| نام فارسی                        | نام اصلی                              | کارگردان            | کشور سازنده                                   |
| در بخش مسابقه                    | در بخش مسابقه                         | در بخش مسابقه       | در بخش مسابقه                                 |
| -------------------------------- | ------------------------------------- | ------------------- | --------------------------------------------- |
| یک روح مفید (CdO) (QP)           | ผีใช้ได้ค่ะ                               | راچاپوم، بونبونچاکو | تایلند، فرانسه، سنگاپور، آلمان                |
| ایماگو                           | Imago                                 | دنی عمر پیتسایف     | فرانسه، بلژیک                                 |
| کیکا                             | Kika                                  | الکس پوکین          | بلژیک، فرانسه                                 |
| دختر چپ دست                      | 左撇子女孩                            | شیه چینگ تسو        | تایوان، فرانسه، ایالات متحده آمریکا، بریتانیا |
| نینو (CdO)                       | Nino                                  | پائولین لاک         | فرانسه                                        |
| ریدلند (CdO)                     | Rietland                              | سون برسر            | هلند، بلژیک                                   |
| شهر بی‌خواب (CdO)                 | Ciudad sin sueño                      | گی‌یرمو گالو         | اسپانیا، فرانسه                               |
| نمایش‌های ویژه                    |                                       |                     |                                               |
| علاقه آدام (فیلم افتتاحیه)       | L'intérêt d'Adam                      | لورا واندل          | بلژیک، فرانسه                                 |
| بایز-آن-ویل                      | Baise-en-ville                        | مارتین جاوات        | فرانسه                                        |
| ادیسه قاصد (فیلم اختتامیه) (CdO) | Planètes                              | موموکو ساتو         | فرانسه، بلژیک                                 |
| نامه‌های عاشقانه (CdO) (QP)       | Des preuves d’amour                   | آلیس دوارد          | فرانسه                                        |
| مسابقه فیلم کوتاه                |                                       |                     |                                               |
| آلیشوریش                         | Alișveriș                             | واسیل تودینکا       | رومانی                                        |
| بلیت!                            | கத்து!                                  | آنانت سوبرامانیام   | مالزی، فیلیپین، فرانسه                        |
| شرایط بحرانی                     | КРИТИЧНЕ СТАНОВИЩЕ                    | میلا ژلوکتنکو       | آلمان                                         |
| ارگوژنز                          | Erogenesis                            | زاندرا پوپسکو       | آلمان                                         |
| کیت درام رایگان                  | Donne Batterie                        | کارمن لروی          | فرانسه                                        |
| عینک                             | 안경                                  | یومی جونگ           | کره جنوبی                                     |
| خدا خجالتی است                   | Dieu est timide                       | جوسلین چارلز        | فرانسه                                        |
| معدن                             | L'mina                                | رندا معروفی         | مراکش، فرانسه، ایتالیا، قطر                   |
| سامبا اینفینیتو                  | Samba Infinito                        | لئوناردو مارتینلی   | برزیل، فرانسه                                 |
| واندروال                         | Wonderwall                            | رویسین برنز         | بریتانیا، فرانسه                              |
| نمایش‌های ویژه - فیلم‌های کوتاه    |                                       |                     |                                               |
| کله پاک‌کن در یک کیسه خرید بافتنی | Eraserhead dans un Filet à Provisions | لیلی کوس            | فرانسه، بلغارستان                             |
| اسکیت ممنوع!                     | No Skate!                             | گیل سلا             | فرانسه                                        |
| به سوی جنگل                      | Une Fugue                             | اگنس پاترون         | فرانسه                                        |

(CdO) به فیلمی اشاره دارد که به عنوان اولین فیلم بلند کارگردان، واجد شرایط دریافت جایزه دوربین طلایی است.
(QP) به فیلمی اشاره دارد که برای نخل کوئیر رقابت می‌کند.

## جوایز رسمی

### در بخش مسابقه[۲۵]
- نخل طلا: جعفر پناهی برای فیلم یک تصادف ساده
- جایزه بزرگ: یواکیم تری‌یر برای فیلم ارزش عاطفی
- جایزه هیئت داوران:
  - اولیور لاشه برای فیلم صراط
  - ماشا اسکیلینسکی برای فیلم نگاه‌کردن به خورشید
- بهترین کارگردان: کلبر مندونسا فیلیو برای فیلم مأمور مخفی
- بهترین بازیگر زن: نادیا ملیتی برای فیلم خواهر کوچک
- بهترین بازیگر مرد: واگنر مورا برای فیلم مأمور مخفی
- بهترین فیلمنامه: برادران داردن برای فیلم مادران جوان

### نوعی نگاه
- جایزه نوعی نگاه: نگاه مرموز فلامینگو اثر دیگو سسپدس[۲۶][۲۷]
- جایزه هیئت داوران: یک شاعر اثر سیمون مسا سوتو
- بهترین کارگردان: تارزان و عرب ناصر برای روزی روزگاری در غزه
- بهترین بازیگر مرد: فرانک دیلین برای خارپشت
- بهترین بازیگر زن: کلئو دیارا برای من فقط در طوفان استراحت می‌کنم
- بهترین فیلمنامه: هری لایتون برای پیلیون

### نخل طلای افتخاری
- رابرت دنیرو[۲۸]
- دنزل واشینگتن[۲۹]

### دوربین طلایی
- حسن هادی برای کیک رئیس‌جمهور

### نخل طلای فیلم کوتاه
- نامشخص
  - تقدیر ویژه:

### سینه فونداسیون
- جایزه اول: اولین تابستان اثر هئو گایونگ (KAFA، کره جنوبی)[۳۰]
- جایزه دوم: ۱۲ لحظه قبل از مراسم برافراشتن پرچم اثر کو ژیژنگ (آکادمی فیلم پکن، چین)
- جایزه سوم:
  - پسر زنجبیلی (جدا شده) اثر میکی تاناکا (سمینار ENBU، ژاپن)
  - زمستان در ماه مارس اثر ناتالیا میرزویان (آکادمی هنر استونی، استونی)

### مسابقه همه‌جانبه
- از غبار اثر میشل ون در آ[۳۱]

## جوایز مستقل

### جوایز فیپرشی
- در بخش مسابقه: مأمور مخفی ساختهٔ کلبر مندونسا فیلیو
- نگاهی خاص: خارپشت ساختهٔ هریس دیکینسون
- بخش موازی (اولین فیلم بلند): ادیسه قاصدک ساختهٔ موموکو سات

### جایزه هیئت داوران کلیسای جهانی
- متعاقباً اعلام خواهد شد

### هفته منتقدان
- جایزه بزرگ: یک روح مفید اثر راچاپوم بونبونچاکوکه[۳۲]
- 'جایزه هیئت داوران: ایماگو اثر دنی عمر پیتسائف
- بنیاد لویی رودرر جایزه ستاره نوظهور: تئودور پلرین برای نینو
- جایزه دیسکاوری لایتز سینه برای فیلم کوتاه: L'mina اثر راندا معروفی
- جایزه بنیاد گان برای پخش: دختر چپ دست اثر شی-چینگ تسو
- جایزه SACD: گیرمو گالوئه و ویکتور آلونسو-بربل برای شهر بی‌خواب
- جایزه کانال+ برای فیلم کوتاه: Erogenesis اثر زاندرا پوپسکو

### دو هفته کارگردانان
- جایزه تماشاگران: کیک رئیس‌جمهور اثر حسن هادی[۳۳]
- جایزه برچسب سینمای اروپا برای بهترین فیلم اروپایی: روباه‌های وحشی ساخته والری کارنوی[۳۴]
- جایزه SACD برای بهترین فیلم فرانسوی: روباه‌های وحشی ساخته والری کارنوی
- 'کالسکه طلایی: تاد هینز[۳۵]

### چشم طلایی
- ایماگو ساخته دنی عمر پیتسائف[۳۶]
- جایزه ویژه هیئت داوران: مرد شش میلیارد دلاری اثر یوجین جارکی

### نخل کوئیر
- خواهر کوچک اثر حفصیه حرزی[۳۷]
- بهترین فیلم کوتاه: بلیت! ساخته آنانت سوبرامانیام

### جایزه فرانسوا شال
- نامشخص

### جایزه شهروندی
- تابعیت جایزه:

### جایزه سینماهای هنری و ادبی
- جایزه سینمای هنری AFCAE:

### نخل سگ
- پاندا برای عشقی که باقی می‌ماند[۳۸]
- جایزه بزرگ هیئت داوران: پیپا و لوپیتا برای سیرت
- لحظه موقف: هیپو برای پیلیون

### جایزه شوپارد
- فین بنت[۳۹]
- ماری کلمب